# Will and the People
Will and the People è un gruppo musicale britannico fondato a Londra nel 2010. È attualmente composto dal frontman Will Rendle (voce, chitarra e basso), Charlie Harman (batteria), Jim Ralphs (tastiera) e Jamie Rendle (chitarra, basso).

## Storia
I membri della band si incontrano, quasi per caso, all'entrata del Glastonbury Festival nel 2010. Tra di loro nasce un buon rapporto di amicizia, che li porta a frequentarsi ed iniziare a suonare insieme. Dopo non molto tempo decidono di trasferirsi tutti insieme nella zona rurale ad Ovest di Londra, dove fondano la band e cominciano a scrivere e provare i primi pezzi. Si ispirano alla musica dei Beatles, Doors, Supertramp, Bob Marley, Police, John Lennon e Jerry Lee Lewis.
Il loro omonimo album di debutto è stato pubblicato il 18 maggio 2012. L'album ha raggiunto il 28º posto nella Top 100 olandese. Prima dell'album fu pubblicato il singolo Lion in the Morning Sun, che divenne un successo nei Paesi Bassi. Nella diciannovesima settimana del 2012 la canzone diventa 3FM Megahit su 3FM. Il singolo ha raggiunto il decimo posto nella Dutch Single Top 100 e il numero nove nella Dutch Top 40 .

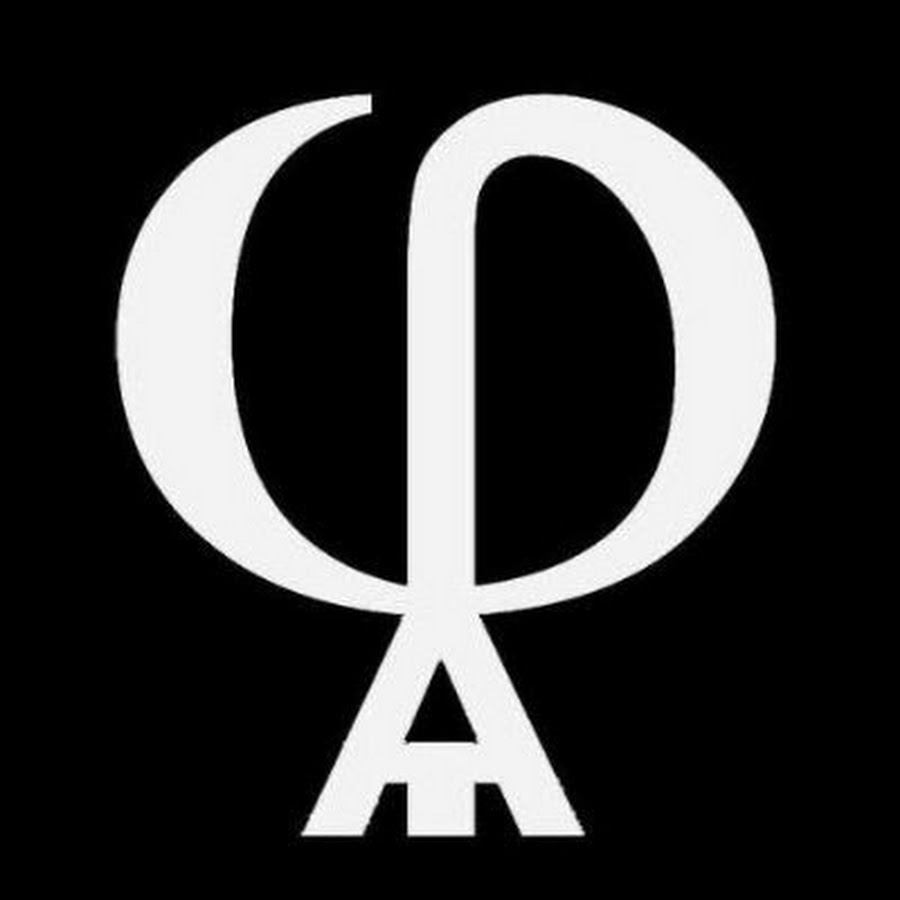
Logo

Il 26 maggio 2012 e il 16 giugno 2013 si sono esibiti al festival musicale olandese Pinkpop Festival. Nel 2011 e nel 2012 si sono esibiti anche al festival musicale Lowlands Festival di Biddinghuizen.
Il loro secondo album, Friends , è stato pubblicato il 18 gennaio 2013. Il singolo Lion In The Morning Sun raggiunge un milione o più di visualizzazioni e quasi 4 milioni di visualizzazioni sul canale YouTube ufficiale del gruppo. Dal 2012 al 2015 i Will and the People suonano in diversi paesi dell'Asia e dell'Europa: Cambogia, Singapore, Vietnam, Romania, Francia, Italia, Austria, Germania, India e infine diverse date sold out nei Paesi Bassi. Nel luglio 2015 pubblicano il loro terzo album, Whistleblower, con la loro etichetta indipendente.
Dopo il fortunato tour del 2016, la band torna in studio per registrare un nuovo album, ma per vari motivi il progetto viene interrotto. Nel 2017 suonano come band di supporto nel tour europeo del gruppo australiano Sticky Fingers e aprono i loro concerti in varie date del loro Tour inglese. Dopo un periodo senza concerti, la band torna a suonare dal vivo con numerose date tra Olanda e Inghilterra nel 2018. Nel luglio dello stesso anno, Emanuele Tiberi, storico produttore, tecnico del suono e amico di lunga data della band, viene a mancare. La band trascorre diverso tempo a Norcia, città natale di Tiberi, per stare vicino alla famiglia del ragazzo e gettare le basi per organizzare un festival in sua memoria. Alla fine dell'anno tornano in studio per registrare nuovo materiale e all'inizio del 2019 esce il singolo Gigantic, che sarà seguito da varie presentazioni radiofoniche e concerti sold-out in Olanda. Grazie alla volontà della famiglia Tiberi, dei suoi amici e della band, si svolgerà nell'estate 2019 la prima edizione dell'Hempiness Music Festival. Un evento di tre giorni in cui artisti internazionali come Sticky Fingers, Mellow Mood, Starfish, Pedestrians e molti altri si esibiscono insieme ai Will and the People. Alla fine dell'anno, la band si è unita agli Sticky Fingers nel loro Yours to Keep Aus Arena Tour, esibendosi di fronte a migliaia di persone sui più grandi palchi australiani.
Nel 2020 i Will and the People hanno pubblicato L'EP Head in the sand-Live from Lockdown e un album che raccoglie i brani "scartati" nel corso degli anni chiamato B-sides.
A novembre 2021 la Band pubblica il singolo Money che preannuncia l'uscita dell'album Past the point of no return, contenente 11 tracce, pubblicato il 7 gennaio 2022.

## Discografia
| Nome                        | Anno di uscita |
| --------------------------- | -------------- |
| Will and the People         | 2011           |
| Friends                     | 2012           |
| Whistleblower               | 2015           |
| B-Sides Collection          | 2020           |
| Past the Point of No Return | 2022           |

### Fonti
- www.last.fm, su last.fm.
- www.theguardian.com, su theguardian.com.
- magazine.brighton.co.uk.

| Controllo di autorità | ISNI (EN) 0000 0004 7124 8505 |